# Крейг Вентер
Крейг Вентер (14 жовтня 1946 , Солт-Лейк-Сіті ) — американський біолог і біотехнолог. Брав участь у геномному проєкті людини разом із заснованою ним компанією «Celera Genomics». Засновник та директор «Інституту Крейга Вентера». Дослідник мінімальних геномів живих організмів, океанічних мікроорганізмів, мікробіому людини.

## Біографія
У 1967—1968 роках служив у медичній службі ВМС США під час війни у В'єтнамі. Після закінчення служби вчився в Університеті Каліфорнії у Сан-Дієго, де отримав ступінь бакалавра біохімії у 1972 році та пізніше в 1975 році ступінь доктора філософії з фізіології та фармакології.
З 1976 року Крейг Вентер працював асистентом професора фармакології та терапевтики в Університеті Баффало та в англ. Roswell Park Memorial Institute. Він досліджував структуру та функції адренергічних та мускаринових холінергічних рецепторів. У 1984—1992 роках він був призначений керівником секції в Національному інституті нейрологічних розладів та інсульту в рамках Національних інститутів здоров'я в Бетесді.
З 1992 року перейшов до неприбуткової організації Інститут геномних досліджень (англ. The Institute for Genomic Research), був його президентом до 1998 року. З 1998 до 2002 року працював у компанії Applera, як голова її нового підрозділу Celera Genomics. Після 2002 року створив низку дослідницьких неприбуткових організацій, які надалі були об'єднані з Інститутом геномних досліджень у Інститут Дж. Крейга Вентера. З 2006 року очолює цей приватний неприбутковий інститут.

## Наукова діяльність
Під час роботи в Університеті Баффало та в Національних інститутах здоров'я вивчав структуру та функцію нейромедіаторів та їх рецепторів. Надалі доєднався до Проекту геному людини. Під керівництвом Вентера було створено нову методику пошуку генів у геномах — тег експресованої послідовності, яка дозволяла швидко знаходити тисячі потенційних генів. Також був одним з піонерів автоматичного секвенування ДНК.
У 1998 році Вентер запропонував патентувати послідовності секвенованих генів та геномів з їхньою подальшою комерціалізацією. Урядові організації виступили з різкою критикою такої пропозиції, а Інститут геномних досліджень Вентера був позбавлений фінансування в рамках Проекту геному людини. Тоді Вентер перейшов до комерційного проекту, де, використовуючи відкриті бази даних Національного центру біотехнологічної інформації США, намагався швидше за міжнародний проект прочитати геном людини. У лютому 2000 року команда Вентера з Celera Genomics опублікувала в журналі Science огляд геному людини. У березні того ж року президент США Білл Клінтон та прем'єр-міністр Великої Британії Тоні Блер заявили, що геном людини має бути повністю відкритою публічною інформацією. У червні за їх посередництва було офіційно оголошено про одночасне прочитання геному людини комерційним проектом під керівництвом Крейга Вентера та Проектом геному людини, очолюваного Френсісом Коллінзом.
В рамках власного Інституту Дж. Крейга Вентера Вентер веде дослідження мікробіому океану та людського організму, продовжує дослідження геному людини, вивчає мінімальні геноми прокаріотів, займається синтетичною біологією.
У 2009 році Крейг Вентер зі співавторами опублікували роботу, в якій продемонстрували створення штучного геному мікоплазми з синтезованих хімічним шляхом фрагментів ДНК, які потім методами клонування ДНК були зшиті та вставлені до клітини наявного в природі виду мікоплазми. Отриманий синтетичний організм змінився відповідно до вставленого геному та був життєздатним.
У 2016 році Крейг Вентер опублікував нове дослідження штучного геному мікоплазми, в якому показав, що до мінімального геному входить низка генів з невідомими функціями.

## Нагороди та визнання
- 1996: Премія «Золота пластина» від Академії досягнень[en][10];
- 2000: міжнародна премія короля Фейсала;
- 2000: премія Габбая[en][11];
- 2001: премія Принца Астурійського;
- 2001: премія «Біотехнологічна спадщина»[en][12][13];
- 2001: Warren Triennial Prize, Массачусетська лікарня загального профілю[en];
- 2002: член Національної академії наук США[14];
- 2002: Всесвітня премія[de];
- 2002: Премія Пауля Ерліха і Людвига Дармштедтера[de];
- 2002: Міжнародна премія Гайрднера;
- 2003: Дебреценська премія з молекулярної медицини[en];
- 2007: премія «Золота Евридіка»[en];
- 2007: премія Ніренберга;
- 2007: почесний доктор Університету штату Аризона,[15];
- 2007: почесний доктор Імперського коледжу Лондона.[16];
- 2008: медаль «Подвійна спираль»[en][17];
- 2008: премія Кістлера[en][18];
- 2008: ENI award[en][19];
- 2008: національна наукова медаль США[20];
- 2009: лекція Хіменеса Діаса[es]
- 2010: почесного доктора наук Кларксонського Університету[en].[21]
- 2011: премія Діксона[en];
- 2012: премія Дена Девіда[en];
- 2013: член Американського філософського товариства[22];
- 2015: медаль Левенгука.